# Kurt Ruh
Kurt Ruh (* 5. Mai 1914 in Neuhausen am Rheinfall; † 8. Dezember 2002 in Würzburg) war ein Schweizer germanistischer Mediävist. Er war bis zu seiner Emeritierung Professor an der Universität Würzburg. Seine zweibändige Geschichte der höfischen Epik und seine vierbändige Geschichte der abendländischen Mystik sind Standardwerke. Ein weiteres bedeutendes Werk seiner wissenschaftlichen Arbeit ist das Verfasserlexikon – Die deutsche Literatur des Mittelalters, bei dem er 1977 die Hauptherausgeberschaft der 2. Auflage übernahm.

## Leben
Geboren wurde Kurt Ruh am 5. Mai 1914 in Neuhausen am Rheinfall. Dem Besuch des humanistischen Zweiges der Kantonsschule Schaffhausen folgte das Studium in Deutscher und Italienischer Philologie und Philosophie an den Universitäten Zürich, Berlin und Rom. Im Jahr 1939 schloss er das Studium zuerst mit der Promotion und anschließend mit dem Diplom für das höhere Lehramt ab. Gutachter seiner Dissertation über den spätmittelalterlichen Passionstraktat des Heinrich von St. Gallen war Rudolf Hotzenköcherle.
Anschließend folgte der Schweizerische Militärdienst, zunächst im Rahmen der allgemeinen Mobilmachung in Vollzeit, dann neben dem Beruf. In den Jahren von 1942 bis 1960 war er Lehrer an der gymnasialen Abteilung der evangelischen Internatsschule in Schiers, Graubünden. Durch ein Stipendium bot sich für Ruh nach dem Krieg die Möglichkeit eine Habilitation vorzubereiten. Er widmete sich weiterhin der Erforschung geistlicher Prosa auf der Basis ihrer Überlieferung. 1954 erfolgte die Habilitation an der Universität Basel mit dem Thema «Bonaventura deutsch. Ein Beitrag zur deutschen Franziskanermystik und -scholastik». 1958/59 wurde er durch Hugo Kuhn für eine Lehrstuhlvertretung an die Universität München geholt und bald darauf in die neu gegründete Kommission für Deutsche Literatur des Mittelalters der Bayerischen Akademie der Wissenschaften. 1960 erhielt er den Ruf auf den Würzburger Lehrstuhl für Deutsche Philologie, Ältere Abteilung in der Nachfolge von Franz Rolf Schröder, wo unter ihm 1963 die Forschungsstelle für Prosaliteratur des Mittelalters ins Leben gerufen wurde, woraus 1973 unter seiner Leitung die Würzburger Forschergruppe für deutsche Prosa des Mittelalters entstand. Aus dieser Forschergruppe ging unter Beteiligung des von Gundolf Keil geleiteten Instituts für Geschichte der Medizin auch der Sonderforschungsbereich 226 (Wissensorganisierende und wissensvermittelnde Literatur des Mittelalters) der Universitäten Würzburg und Eichstätt hervor. Von 1968 bis 1974 war Ruh Erster Vorsitzender der Wolfram von Eschenbach-Gesellschaft. Ab 1969 war er auch Herausgeber der Zeitschrift für deutsches Altertum und deutsche Literatur. Die Bayerische Akademie der Wissenschaften ernannte Kurt Ruh 1979 zum ordentlichen Mitglied.
Trotz mehrerer Rufe (Innsbruck, Kiel, Bern) blieb er der Universität Würzburg treu. Hier wirkte er zwanzig Jahre lang erfolgreich als akademischer Lehrer und noch weit über seine Emeritierung hinaus als produktiver und anregender Forscher und Forschungsorganisator.
1981 wurde er mit dem Brüder-Grimm-Preis der Philipps-Universität Marburg ausgezeichnet.

## Hauptwerke (Auswahl)
- Bonaventura deutsch. Ein Beitrag zur deutschen Franziskaner-Mystik und -Scholastik. Bern 1956 (= Bibliotheca germanica. Band 7)(zugleich: Philosophische Habilitationsschrift, Universität Basel, 1953).
- Höfische Epik des deutschen Mittelalters (= Grundlagen der Germanistik. 7 und 25). 2 Bände, Berlin 1967–1980 (bis heute maßgebliche Gattungsgeschichte des dt./frz. höfischen Romans).
- Meister Eckhart [1260–1327]. Theologe, Prediger, Mystiker. C. H. Beck, München 1985. 2. Auflage ebenda 1989. Vgl. auch Kurt Ruh: Meister Eckhart. In: Verfasserlexikon. 2. Auflage. Band 2, 1980, Sp. 327–348.
- Geschichte der abendländischen Mystik. 4 Bände, C. H. Beck, München 1990–1999.
  - Band I: Die Grundlegung durch die Kirchenväter und die Mönchstheologie des 12. Jahrhunderts. 1990.
  - Band II: Frauenmystik und Franziskanische Mystik der Frühzeit. 1993.
  - Band III: Die Mystik des deutschen Predigerordens und ihre Grundlegung durch die Hochscholastik. 1996.
  - Band IV: Die niederländische Mystik des 14. bis 16. Jahrhunderts. 1999.

## Herausgaben (Auswahl)
- Altdeutsche und altniederländische Mystik. WBG, Darmstadt 1964 (= Wege der Forschung. Band 23).
- mit Werner Schröder: Beiträge zur weltlichen und geistlichen Lyrik des 13. bis 15. Jahrhunderts. Würzburger Colloquium 1970. Erich Schmidt Verlag, Berlin 1973.
- mit Günther Schweickle: Die frouwe der Minnesänger. In: Zeitschrift für deutsches Altertum und deutsche Literatur. Band 109, Heft 2, 1980.
- mit Hans-Jürgen Stahl: Überlieferungsgeschichtliche Prosaforschung: Beiträge der Würzburger Forschergruppe zur Methode und Auswertung. Tübingen 1985 (= Texte und Textgeschichte. Band 19).
- Abendländische Mystik im Mittelalter. Symposion Kloster Engelberg 1984. J. B. Metzlersche Verlagsbuchhandlung, Stuttgart 1986.
- Die deutsche Literatur des Mittelalters. Verfasserlexikon. 2. Auflage. 14 Bände, 1993 ff. Studienausgabe 11 Bände (ohne Registerbände), 2010.

## Festschriften für Kurt Ruh
- Untersuchungen zu Literatur und Sprache des Mittelalters. Kurt Ruh zum 60. Geburtstag. Hrsg. von P. Kesting, München 1975.
- Medium Aevum deutsch. Beiträge zur deutschen Literatur des hohen und späten Mittelalters. Festschrift für Kurt Ruh zum 65. Geburtstag. Hrsg. von Dietrich Huschenbett, Klaus Matzel, Georg Steer und Norbert Wagner. Max Niemeyer, Tübingen 1979.
- Überlieferungsgeschichtliche Editionen und Studien zur deutschen Literatur des Mittelalters. Kurt Ruh zum 75. Geburtstag. Hrsg. von Konrad Kunze, Johannes Gottfried Mayer und Bernhard Schnell. Tübingen, Max Niemeyer, 1989. ISBN 3-484-36031-3.